# Протезування мітрального клапана
Протезува́ння мітра́льного кла́пана (англ. Mitral valve replacement) — кардіохірургічна операція на мітральному клапані серця із заміною його на механічний або біологічний протез (штучний клапан), що направлена на відновлення функцій мітрального клапана, які порушені внаслідок захворювань, вроджених вад розвитку та травм мітрального клапана.
1. ↑  Yu, Jun; Qiao, En; Wang, Wei (5 червня 2022). Mechanical or biologic prostheses for mitral valve replacement: A systematic review and meta‐analysis. Clinical Cardiology. Т. 45, № 7. с. 701—716. doi:10.1002/clc.23854. ISSN 0160-9289. PMC 9286334. PMID 35665516. Процитовано 13 вересня 2024.